# شاخه زرین (اسطوره)

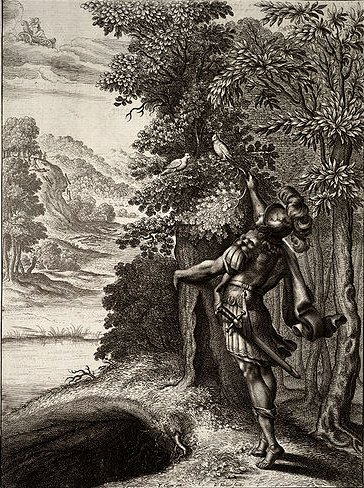
آئنیاس شاخه زرین را پیدا می‌کند.

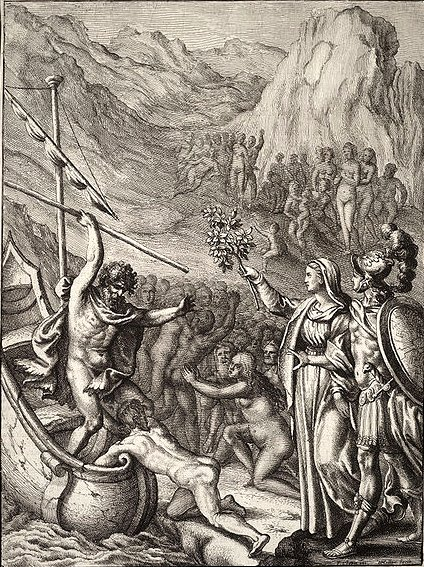
آئنیاس شاخه زرین را به خارون می‌دهد.

شاخهٔ زَرّین (انگلیسی: The Golden Bough) یکی از داستان‌های چندقسمتی نوشته شده در حماسه انئید، کتاب ششم، توسط شاعر رومی ویرژیل (۷۰–۱۹ قبل از میلاد) است که ماجراهای قهرمان تروا آئنیاس را پس از جنگ تروآ بیان می‌کند.

## داستان
در حالی که تروآ (شهر) در آخرین نبرد خود علیه یونانیان در حال نابودی بود، آئنیاس شهر را ترک می‌کند و تلاشی را برای یافتن یک سرزمین جدید در غرب مدیترانه رهبری می‌کند. در این مأموریت که توسط هلنوس پیامبر هدایت می‌شود، آئنیاس به ایتالیا می‌رسد و قصد دارد شهری برای مردم خود بسازد. سیبیل کومایی به نام دیفوبه، سیبیل (پیشگو) از کومای، سپس یک پیرزن بیش از هفتصد سال، در معبد آپولون، رضایت می‌دهد که او را در سفری به جهان مردگان برای اجابت خواسته اش برای دیدن سایه پدر مرحومش همراهی کند.
پیش از ورود به دنیای مردگان در فرهنگ یونانی-رومی، دیفوبه به آئنیاس می‌گوید که ابتدا باید موسیقی‌دان میسنوس را دفن کند، و همچنین شاخه طلایی را که در نزدیکی جنگل‌های اطراف غار او رشد می‌کند، ه عنوان هدیه به پروسرپینا، ملکه پلوتون (اسطوره) (هادس)، پادشاه قلمرو مردگان به‌دست‌آورد. در جنگل، مادر آئنیاس، الهه ونوس، دو کبوتر را برای کمک به او در این کار دشوار می‌فرستد، و کبوتران به او کمک می‌کنند تا درخت را پیدا کند. هنگامی که آئنیاس شاخه را می‌شکند جدا می‌کند، شاخه زرین دوم فوراً رویش می‌کند، که این یک فال نیک است، زیرا سیبیل گفته بود که اگر این اتفاق نمی‌افتاد، تلاش آینده با شکست مواجه می‌شد.
تروجان‌ها به رهبری کورینائوس مراسم تشییع جنازه میسنوس را انجام می‌دهند و به آئنیاس اجازه می‌دهند تا فرود خود را به دنیای زیرین آغاز کند. سیبیل شاخه طلایی را به خارون نشان می‌دهد که تنها پس از آن به آنها اجازه می‌دهد وارد قایق او شوند و از رود استیکس عبور کنند. از طرف دیگر، او یک کیک حاوی مواد خواب‌آور را برای نگهبان سگ سه سر سربروس می‌اندازد که آن را می‌بلعد و به خواب می‌رود. در عالم اموات، آئنیاس سعی می‌کند با چند سایه صحبت کند، و به صحبت سیبیل در مورد مکان‌هایی مانند تارتاروس گوش می‌دهد، جایی که زندان بزرگی را می‌بیند که با دیواری سه‌گانه حصار شده با مردان شریری که مجازات می‌شوند و در کنار رودخانه آتشین فلگتون قرار دارد. در کاخ پلوتون (هادس در یونانی)، آئنیاس شاخه زرین را روی در طاقدار می‌گذارد و به الیزیوم می‌رود، محل زندگی کسانی که زندگی عادلانه و مفیدی داشتند.

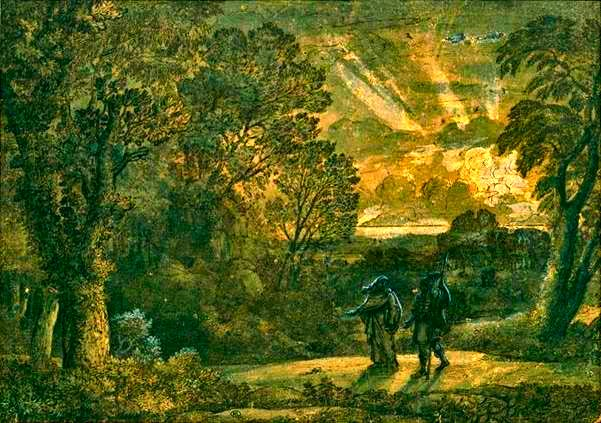
دیفوبه و آئنیاس در جهان اموات اثر کلود لورین، حدوداً ۱۶۷۳.

آنخیسس، پدر آئنیاس، سرانجام در الیزیوم سرسبز و آفتابی قرار دارد، جایی که رودخانه زیبا اریدانوس در جریان است. آئنیاس سه بار تلاش می‌کند تا پدرش را در آغوش بگیرد، اما هیچ موفقیتی کسب نمی‌کند زیرا سایه پدرش مانند هوای رقیق یا رویاهای پوچ است.
با این وجود، آن‌ها با هم برخورد شادی می‌کنند و آنخیسس به پسرش از رودخانه نزدیک لته می‌گوید، رودخانه فراموشی، که در سوی دیگر انبوهی از ارواح در انتظار تولد روی زمین بودند. در آنجا کسانی بودند که از نسل آئنیاس خواهند بود و کسانی که در آینده زندگی خواهند کرد، مانند رومولوس، مارکوس فیوریوس کامیلوس، مارسلوس (خواهرزاده آگوستوس)، و سزار (عنوان). آنخیسس به آئنیاس توصیه می‌کند و سپس او را به دروازه عاج، یکی از دروازه‌های «اسلیپ» هدایت می‌کند که توسط آن آنها به زمین بازمی‌گردند.